# Raszyn (gemeente)
De gemeente Raszyn is een landgemeente in het Poolse woiwodschap Mazovië, in powiat Pruszkowski.
De zetel van de gemeente is in Raszyn.
Op 30 juni 2004 telde de gemeente 19 374 inwoners.

## Plaatsen

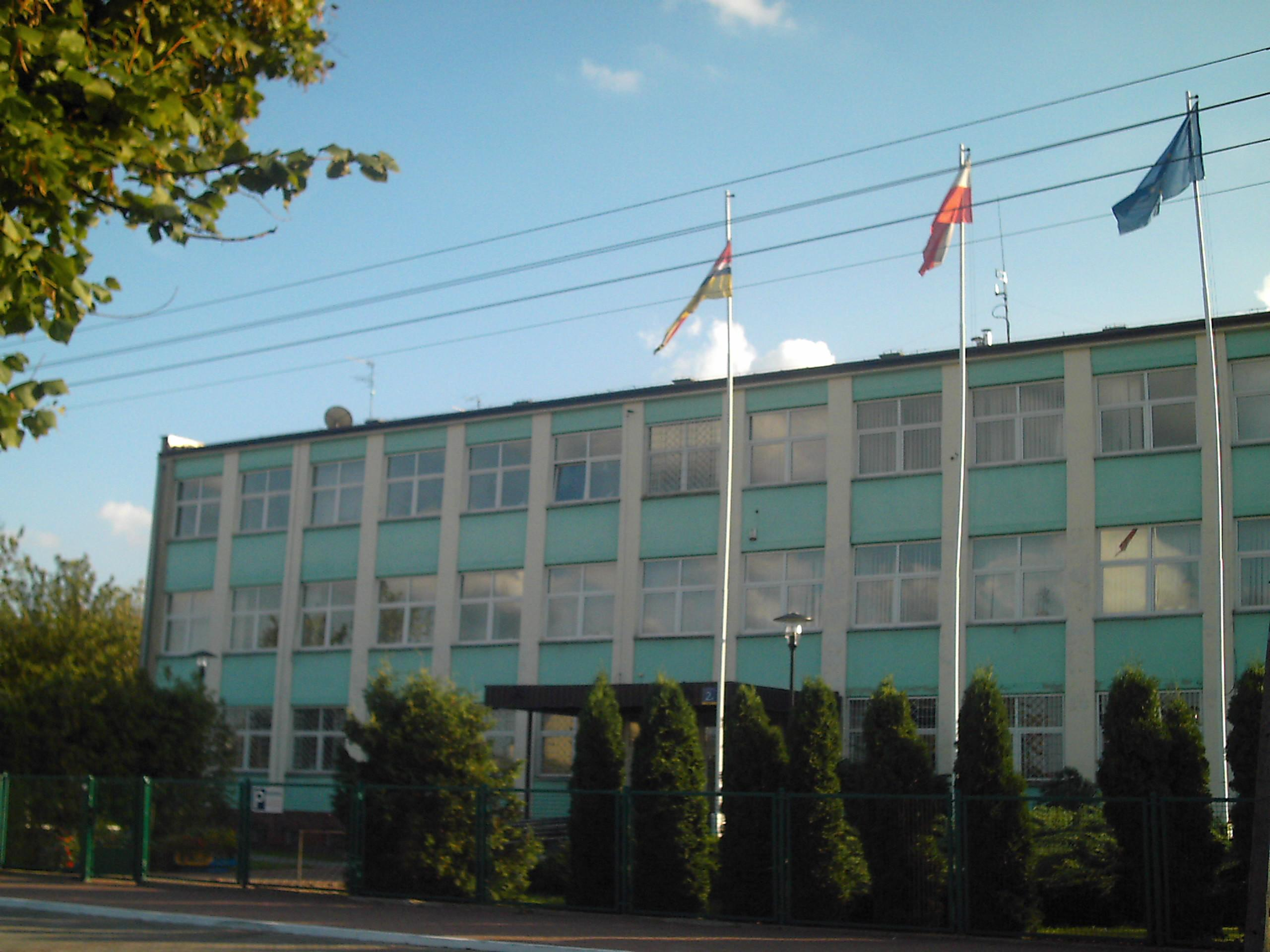
Gemeentehuis

- Dawidy
- Dawidy Bankowe
- Falenty
- Falenty Duże
- Falenty Nowe
- Janki
- Jaworowa
- Laszczki
- Łady
- Nowe Grocholice
- Podolszyn Nowy
- Puchały
- Raszyn
- Rybie
- Sękocin Las
- Sękocin Nowy
- Sękocin Stary
- Słomin
- Wypędy

## Oppervlakte gegevens
In 2002 bedroeg de totale oppervlakte van gemeente Raszyn 43,89 km², waarvan:
- agrarisch gebied: 65%
- bossen: 14%

De gemeente beslaat 17,82% van de totale oppervlakte van de powiat.

## Demografie
Stand op 30 juni 2004:
| Omschrijving                   | Totaal | Totaal | Vrouwen | Vrouwen | Mannen | Mannen |
| ------------------------------ | ------ | ------ | ------- | ------- | ------ | ------ |
| eenheid                        | aantal | %      | aantal  | %       | aantal | %      |
| inwoners                       | 19 374 | 100    | 10 031  | 51,8    | 9343   | 48,2   |
| bevolkingsdichtheid (inw./km²) | 441,4  | 441,4  | 228,5   | 228,5   | 212,9  | 212,9  |

In 2002 bedroeg het gemiddelde inkomen per inwoner 2047,5 zł.

## Gemeentehoofd
Wójt:
- 1990 - 2002 Janusz Rajkowski
- 2002 - 2006 Piotr Iwicki
- 2006 - Janusz Rajkowski

## Aangrenzende gemeenten
Lesznowola, Michałowice, Nadarzyn, m.st. Warszawa
- Library of Congress Control Number: n2003031617
- Nationale Bibliotheek van Israël: 987007484873405171
- Virtual International Authority File: 142092675